# Ренвиль, Жозеф-Ормисдас
Жозеф-Ормисдас Ренвиль (фр. Joseph Hormisdas Rainville; 8 марта 1875 — 14 апреля 1942) — канадский юрист и политический деятель. В 1911—1917 годах был членом Палате общин от квебекского избирательного округа Шамбли — Вершер, представляя Консервативную партию Канады. В 1932—1942 годах заседал в Сенате Канады.

## Биография
Родился в Маривиле (провинция Квебек) в семье Исая-Дени Ренвиля (фр.  Isaïe-Denis Rainville) и его супруги Корнелии Ренвиль (фр. Cornélie Rainville). Получил образование в Университете Лаваля. В 1900 году получил адвокатскую лицензию и работал в Монреале.
В 1911 году был избран членом Палаты общин от квебекского избирательного округа Шамбли — Вершер, одержав победу над действующим депутатом, либералом Виктором Жеффрионом. В парламенте первоначально был рядовым депутатом, в 1917 году (незадолго до новых выборов) был избран заместителем спикера и председателем комитета всей палаты. На новых парламентских выборах потерпел поражение от Жозефа Аршамбо.
В 1930 году стал президентом Комиссии монреальского порта. Умер в возрасте 67 лет, занимая этот пост.

## Награды
- Кавалер ордена Почётного легиона (1934)[4].

## Семья
С 1910 году Жозеф Ренвиль был женат на Ферреоле Жандро. Его дядя, Анри-Бенжамен Ренвиль в 1901—1905 годах занимал пост спикера Законодательного собрания Квебека.